# Sphaeronycteris toxophyllum
Genre
Espèce
Statut de conservation UICN

 LC  : Préoccupation mineure
Sphaeronycteris est une espèce de mammifères chiroptères (chauves-souris) de la famille des Phyllostomidae. Il s'agit de la seule espèce du genre Sphaeronycteris.

## Distribution

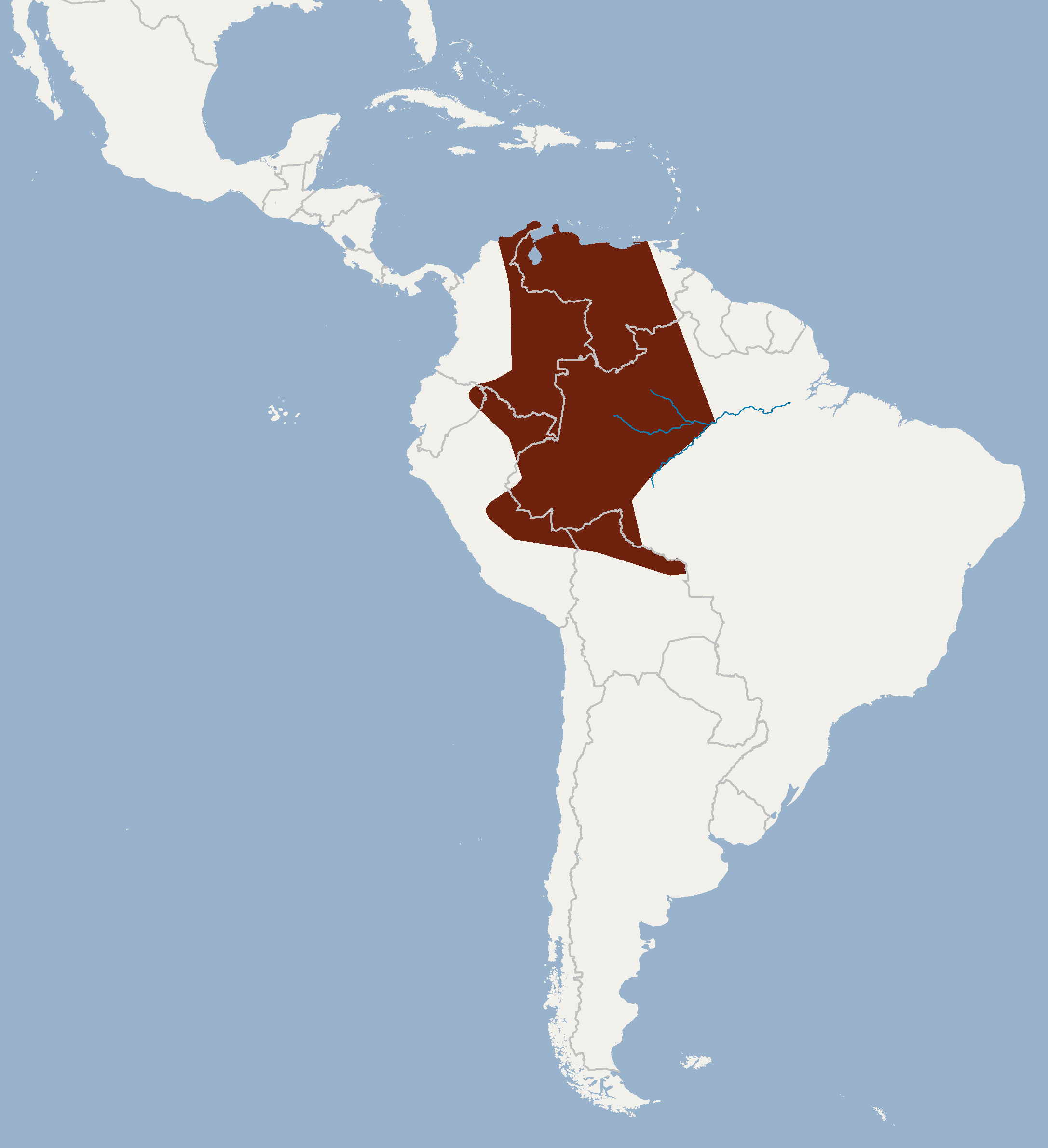
Distribution de l'espèce (2008).

L'espèce est répandue au Venezuela, dans l'est de la Colombie, dans l'est du bassin de l'Amazone et les régions voisines, notamment l'est de l'Équateur et du Pérou, l'ouest de Brésil et le nord de la Bolivie.

### Pour l'espèce
- (en) Mammal Species of the World (3e  éd., 2005) :  Sphaeronycteris toxophyllum
- (en) Catalogue of Life : Sphaeronycteris toxophyllum Peters, 1882 (consulté le 18 décembre 2020)
- (fr + en) ITIS : Sphaeronycteris toxophyllum  Peters, 1882
- (en) Animal Diversity Web : Sphaeronycteris toxophyllum
- (en) NCBI : Sphaeronycteris toxophyllum (taxons inclus)
- (en) UICN : espèce Sphaeronycteris toxophyllum Peters, 1882 (consulté le 25 mars 2019)

### Pour le genre
- (en) Catalogue of Life : Sphaeronycteris Peters, 1882 (consulté le 11 décembre 2020)
- (fr + en) ITIS : Sphaeronycteris  Peters, 1882
- (en) Animal Diversity Web : Sphaeronycteris
- (en) NCBI : Sphaeronycteris (taxons inclus)
- (en) UICN : taxon  Sphaeronycteris  (consulté le 7 janvier 2023)